# Hans Moritz von Hauke

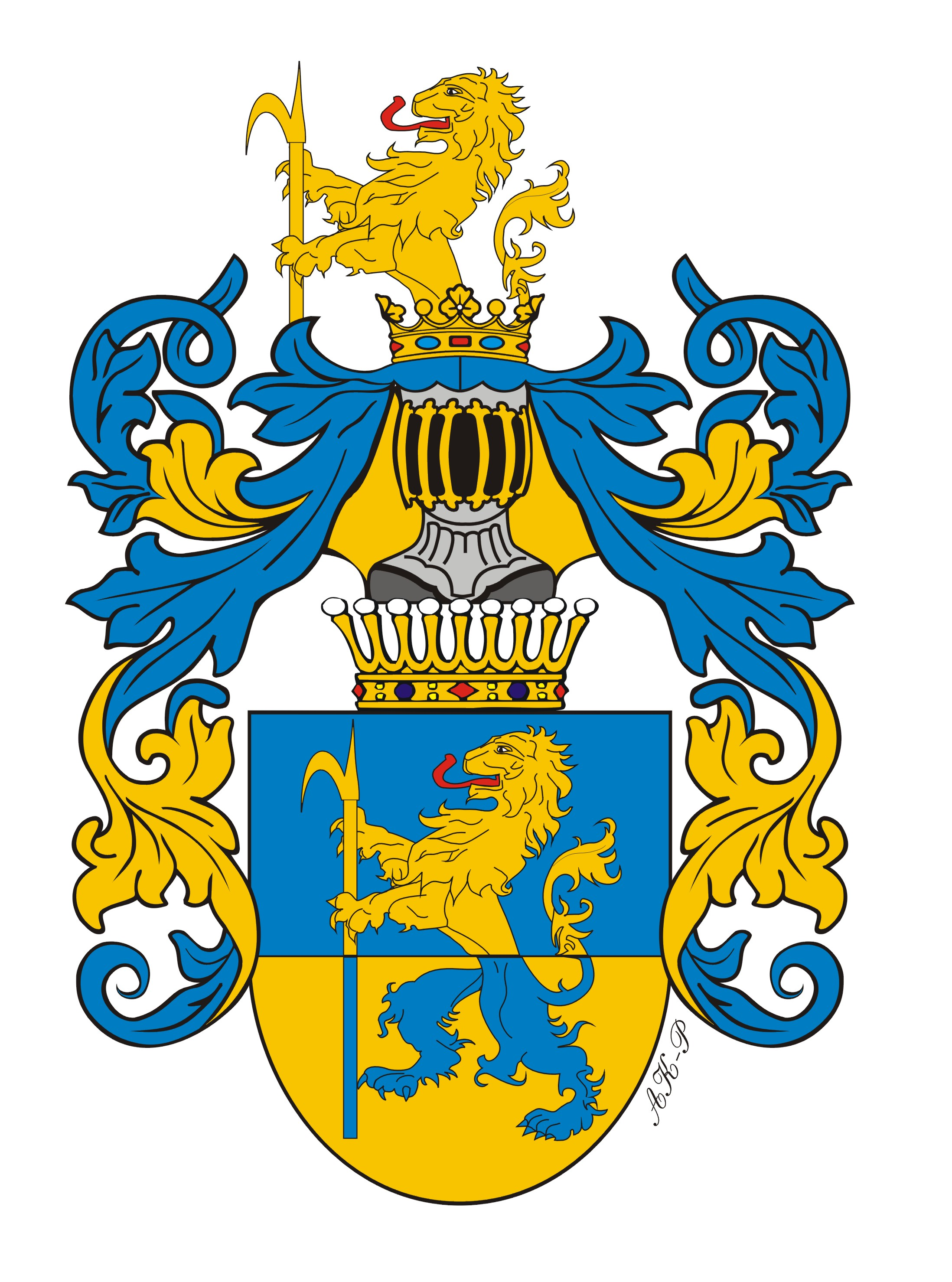
Escut d'armes de Mortiz von Hauke.

Hans Moritz von Hauke (en polonès: Maurycy Hauke) (Seifersdorf, 1775 – Varsòvia, 1830). Militar de carrera polonès que va aconseguir el títol de comte de Hauke el 1829.
Fill de Frederic Carles Hauke, un professor d'alemany al Liceu de Varsòvia, i de Maria Salomé Schweppwnhauser, Joan Maurici Hauke va néixer el 26 d'octubre del 1775 a la ciutat de Seifersdorf, a la regió de la Saxònia. Va servir a l'exèrcit de Polònia entre els anys 1790 el 1793, va participar en la revolta de Kościuszko, i va lluitar per les tropes de Napoleó a Àustria, Itàlia i Alemanya. A partir del 1815 es va unir a l'exèrcit de la Polònia del Congrés, com a part integrant de l'Imperi Rus, on va assolir el grau de general el 1826. En reconeixement dels seus mèrits, el tsar Nicolau I el va nomenar Ministre de la Guerra de la Polònia de Congrés i li va concedir el títol de nobiliari de comte. En la revolta de 1830 va defensar el Gran Duc Constantí de Rússia, Governador General de Polònia, fent que aquest pogués escapar de l'exèrcit revolucionari, però ell va ser mort a trets als carrers de Varsòvia el dia 29 de novembre de 1830.
El 28 d'octubre de 1851, la seva filla, la comtessa Júlia von Hauke, dama d'honor de l'emperadriu de Rússia, es va casar amb el príncep Alexandre de Hessen-Darmstadt, germà de l'emperadriu. D'aquesta manera, Joan Maurici Hauke va esdevenir un avantpassat de la casa de Mountbatten, la Casa Reial Britànica de Windsor, i de la monarquia espanyola.
Es va casar amb Sofia La Fontaine i va tenir onze fills:
- Napoleó, nascut amb el nom de Maurici. (1800-1852)
- Emilia i Leopold, germans bessons (1811 - 1812)
- Ladislau Leopold Maurici (1812 - 1841), tinent de l'exèrcit polonès;
- Joseph (1814 - 1831);
- Sophie Salomé Teresa (1816 - 1863), dama d'honor de l'emperadriu Maria Alexandrovna;
- Vincent (1817 - 1863), oficial tsarista
- Constantí (1819 - 1840), oficial tsarista
- Emilia Victoria Joanna (1821 - 1890), casada amb Carles August de Stackelberg (1816 -1887);
- Salomé Julia Teresa (1825 -1895), casada amb Alexandre de Hessen-Darmstadt;
- Alexander (1828 - 1829).